# Adrian Mung’andu
Adrian Mung’andu (ur. w 1920 lub 1923 w Kasisi, zm. 25 czerwca 2007 w Lusace) – zambijski duchowny rzymskokatolicki, biskup Livingstone i arcybiskup lusacki.

## Biografia
W 1943 wstąpił do wyższego seminarium duchownego w Chishawasha w Rodezji Południowej (dzisiejsze Zimbabwe). 29 października 1950 otrzymał święcenia prezbiteriatu i został kapłanem wikariatu apostolskiego Lusaka. Następnie ukończył nauki społeczne na Uniwersytecie Londyńskim oraz nauki pastoralne w Kansas City. Władał pięcioma językami używanymi w Zambii.
W 1963 arcybiskup lusacki Adam Kozłowiecki SI mianował go wikariuszem generalnym archidiecezji Lusaka.
18 listopada 1974 papież Paweł VI mianował go biskupem Livingstone. Był pierwszym jej ordynariuszem pochodzącym z Zambii. 9 lutego 1975 w kościele Chrystusa Króla w Livingstone przyjął sakrę biskupią z rąk pronuncjusza apostolskiego w Zambii abpa Luciano Angeloniego. Współkonsekratorami byli arcybiskup Lusaki Emmanuel Milingo oraz emerytowany arcybiskup Lusaki Adam Kozłowiecki SI.
9 stycznia 1984 papież Jan Paweł II mianował go arcybiskupem lusackim. Stołeczną katedrę objął po odwołaniu pół roku wcześniej kontrowersyjnego abpa Emmanuela Milingo.
Związku z osiągnięciem wieku emerytalnego złożył rezygnację, którą papież przyjął 30 listopada 1996. Zmarł 25 czerwca 2007 w Mina Medical Centre w Lusace.